# فراشکلا سفلی
فراشکلاسفلی، روستایی است از توابع بخش مرکزی شهرستان نوشهر در استان مازندران ایران.این روستا دارای یک امامزاده به نام  سید بی بی خاتون می باشد.این روستا از سمت جنوب وصل به روستای فراشکلا علیا از سمت شررق وصل به روستای بنجکول واز سمت غرب وصل به  روستای وازیوار و از  سمت شمال به دریا منتهی می باشد.در ضمن این روستا دارای یک خانه ی بهداشت و دبستان  به نام مسلم بن عقیل (ع)می باشد.این دهکده دارای فروشگاه های لباس و لوازم منزل و رستوران ک همگی شیک هستند می باشد.
نویسنده: (م.ت)

## جمعیت
این روستا در دهستان کالج قرار دارد و براساس سرشماری مرکز آمار ایران در سال ۱۳۸۵، جمعیت آن ۲۶۴ نفر (۷۳خانوار) بوده‌است. مردم فراشکلاسفلی از قومیت طبری هستند. مردم فراشکلاسفلی به زبان طبری با گویش کجوری سخن می‌گویند.